# Brouteurs (christianisme)
Pour les articles homonymes, voir Brouteur.

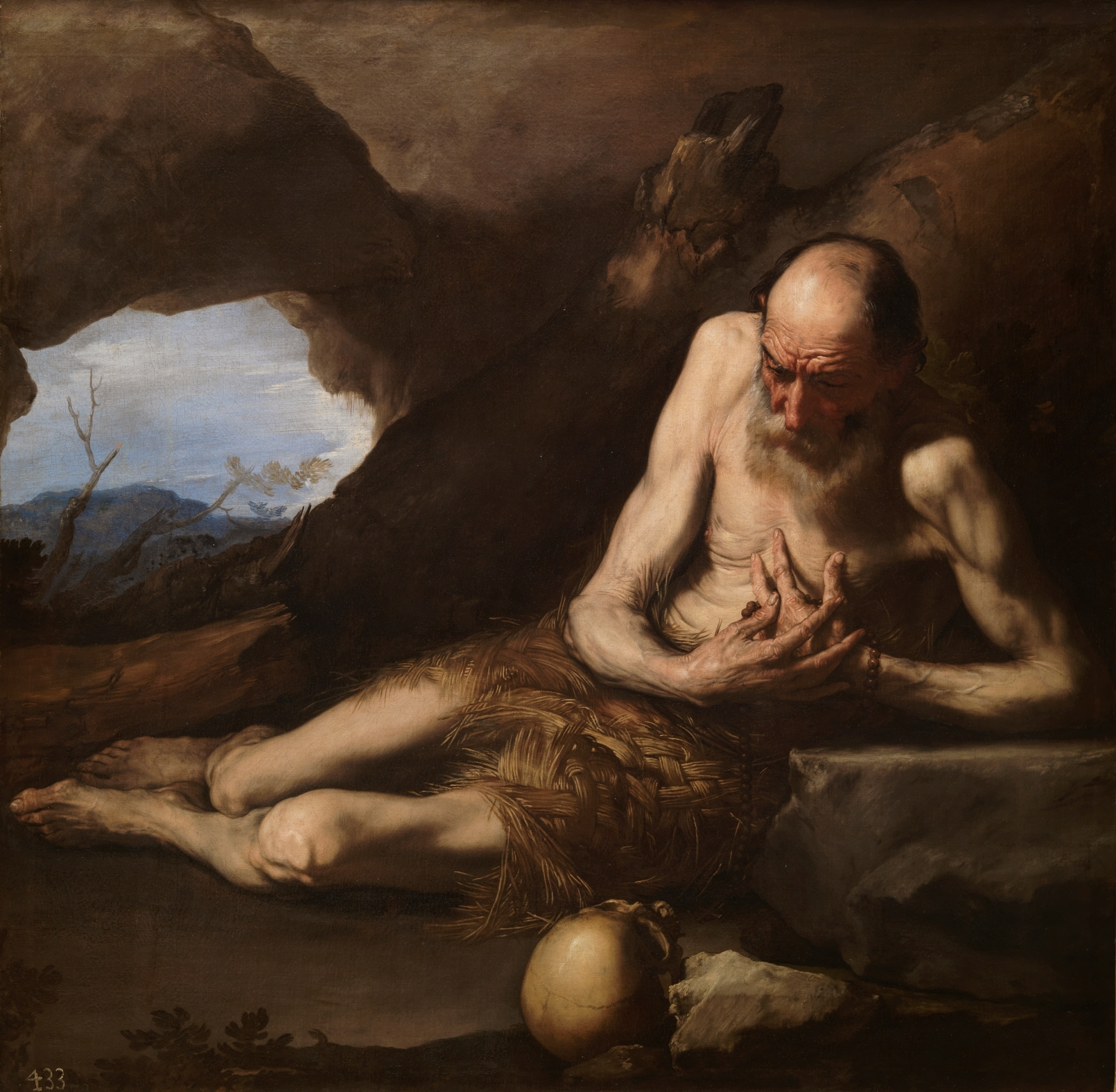
Paul de Thèbes dans Le Premier Ermite, de José de Ribera, Musée du Prado, Madrid (1640).

Les brouteurs ou boskoi (en grec ancien : βοσκοί / boskoí) sont une catégorie d'ermites et d'anachorètes, hommes et femmes, du christianisme, qui se développe dans le premier millénaire de l'ère chrétienne, principalement dans l'Orient chrétien, en Syrie, Palestine, dans le Pont, la Mésopotamie et l'Égypte. Ils se situent cependant majoritairement en Palestine et en Syrie.
Ils tirent leur nom de leurs pratiques, qui consistent à ne se nourrir que de plantes crues, parfois à quatre pattes, et à vivre de manière sauvage, « parmi les bêtes ». Ils sont habillés de vêtements exclusivement confectionnés de feuilles et de végétaux, ou tout simplement complètement nus. De plus, ils ne cultivent pas de plantes et n'utilisent pas de feu. Ils se nourrissent d'herbes et de racines à même le sol,,.
Les brouteurs figurent peut-être parmi les inspirateurs du genre de l'homme sauvage, une figure légendaire d'Europe au Moyen Âge tardif.

## Étymologie

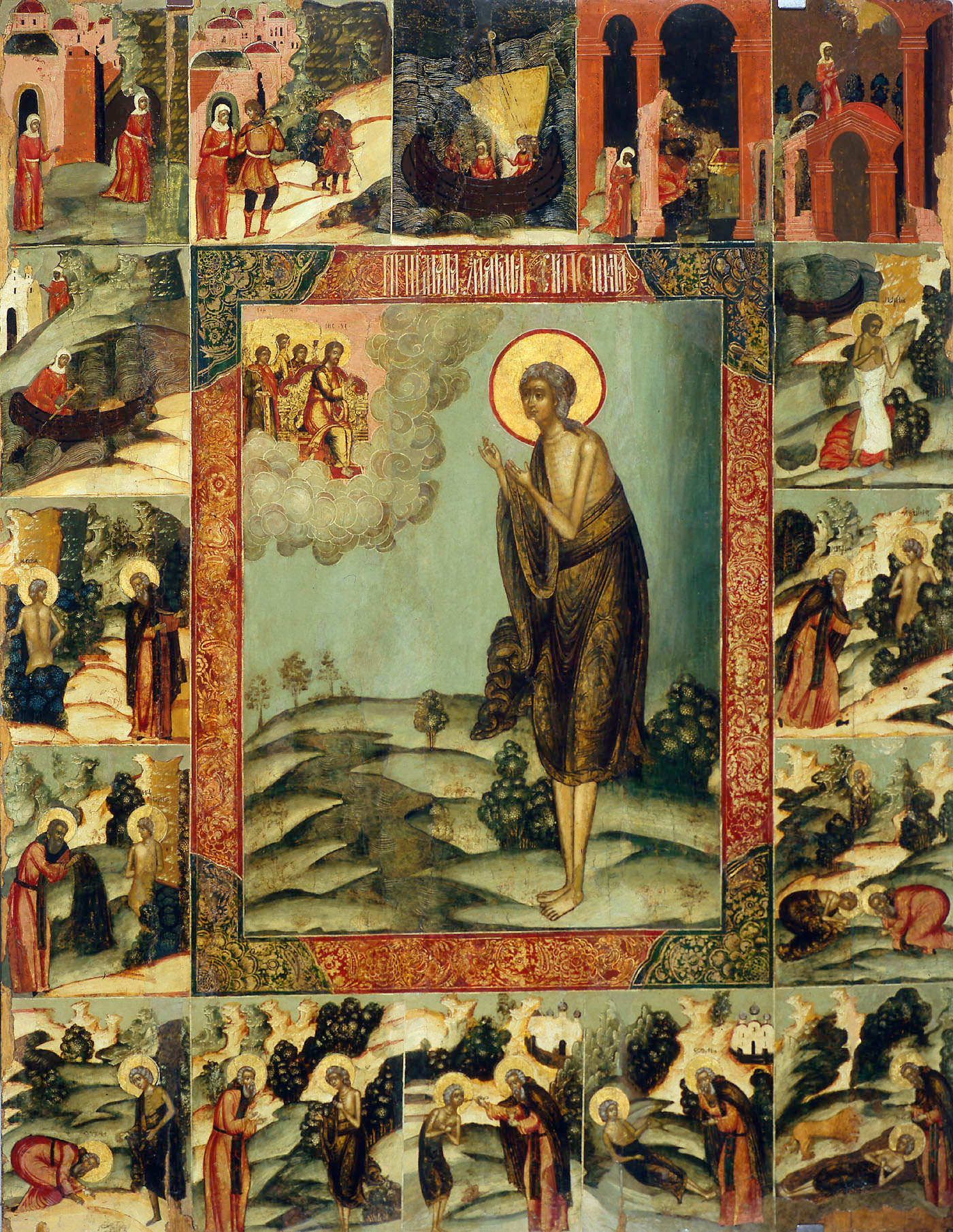
Icône orthodoxe de style russe de Sainte Marie d'Égypte, entourée de scènes de sa vie (XVIIe siècle, Bely Gorod).

Leur nom est issu du verbe grec βόσκω, romanisé boskô, qui signifie « paître, brouter ». L'ambivalence du terme, qui signifie à la fois « ceux qui font paître » et « ceux qui broutent » est la même dans le terme syriaque correspondant.

## Fondements théologiques
Les brouteurs semblent se fonder sur divers versets bibliques pour se lancer dans cette vie érémitique particulière. Tout d'abord, ils veulent ressembler à Jean le Baptiste, que le Nouveau Testament, et particulièrement l'Évangile selon Matthieu, présente de la sorte :

« Or Jean lui-même avait son vêtement fait de poil de chameau, et une ceinture de cuir autour de ses reins, et sa nourriture était des sauterelles et du miel sauvage. »

La figure de David est aussi invoquée à travers les Psaumes, et certains d'entre eux citent le Psaume 102 de la Septante. Ainsi, ce psaume est invoqué dans l'épitaphe de Paul de Thèbes, l'un des plus célèbres brouteurs, qui déclare :

« Nos jours, mortels, sont comme l’herbe des prés, dit le prophète David. Il convient donc que nous mangions de l’herbe et que nous en portions des vêtements pendant toute notre vie. »

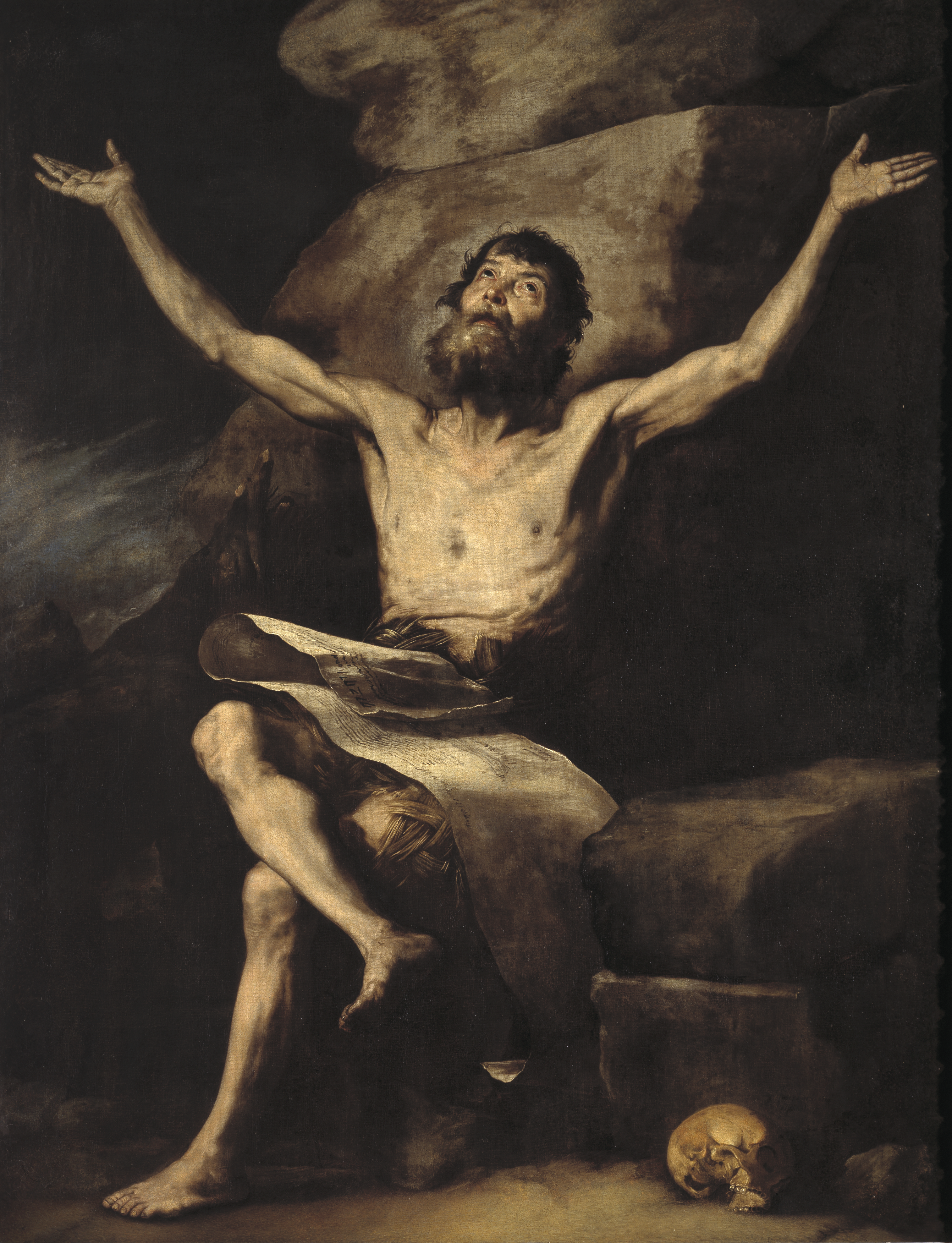
Paul l'Ermite, par José de Ribera, Musée du Prado, Madrid (1644).

De manière plus générale, il s'agit pour les brouteurs de retrouver l'état adamique, c'est-à-dire la condition d'Adam et d'Ève avant la Chute, où l'homme aurait été végétarien, nu et vivant parmi les animaux,,, ce qui pousse les auteurs chrétiens à considérer que généralement, les bêtes sauvages vivaient en paix avec les brouteurs, car ils auraient vécu la vie d'Adam sur terre. Un passage de la Genèse aurait pu les pousser à assumer la nudité,, :

« Ils étaient nus tous deux : Adam et sa femme ; et ils n'en avaient point honte. »

Certains chercheurs pensent cependant que la nudité des brouteurs n'est pas à relier tant à l'état adamique, et est davantage en lien avec un rejet général de la société et de ses normes morales. Pour eux, il s'agirait spécifiquement d'un rejet de l'urbanisation du monde chrétien du tournant du IVe siècle. Dans les fondements théologiques qui sous-tendent ce choix de vie, on trouve aussi l'attente de la fin du monde, et l'espérance dans le salut des hommes, deux idées importantes dans le christianisme.

## Histoire

### Sources littéraires

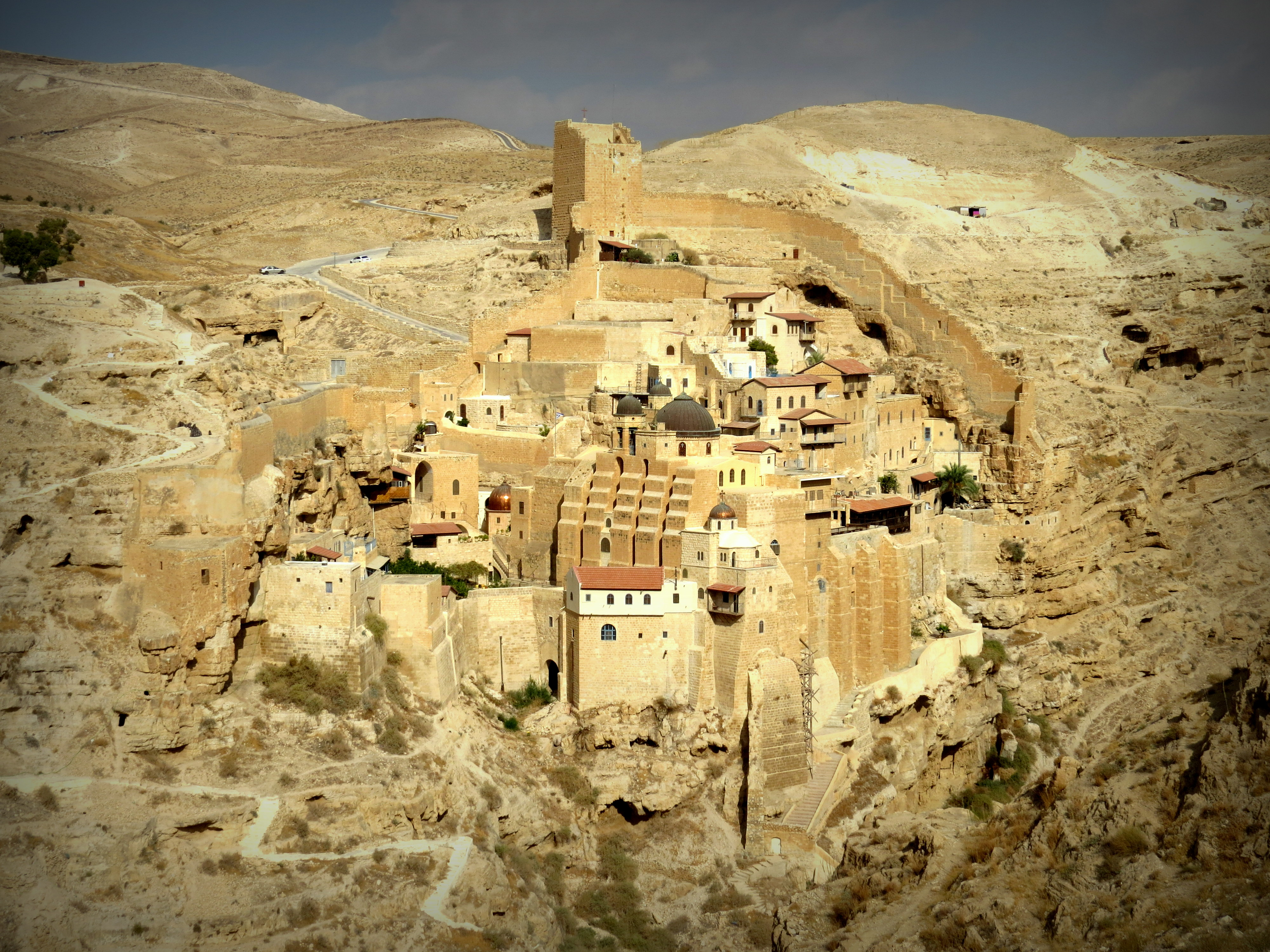
Le monastère de Mar Saba, fondé par les disciples de Sabas le Sanctifié, un moine ermite et brouteur palestinien.

Il semblerait que, bien que la pratique puisse se trouver dans de nombreuses régions orientales, comme la Syrie, la Palestine, le Pont, la Mésopotamie, l'Égypte, les brouteurs soient majoritaires en Palestine et en Syrie. Leurs attestations dans la littérature chrétienne sont nombreuses ; Jean Moschus, notamment, consacre aux moines palestiniens un ouvrage, appelé Le Pré spirituel, où il mentionne de nombreux brouteurs, quinze en totalité, ce qui témoigne du fait que la pratique était fréquente dans la région,,,,. Jean Moschus mentionne la pratique plus de fois que toutes les autres occurrences de la littérature grecque réunies, ce qui tend à montrer que se vouer à cette vie jouissait d'une certaine popularité à son époque,. Un des exemples hagiographiques de cette catégorie d'anachorètes est Sainte Onésime, qui aurait été fille d'un empereur égyptien (?) et qui aurait renoncé à tous ses biens et honneurs avant de passer quarante ans dans le désert. « Entièrement nue, s'est rendue là où les déchets de la ville étaient apportés. Là elle a rassemblé de vieilles guenilles pour se couvrir » selon son hagiographie, elle aurait ensuite rejoint un monastère puis une communauté de quatre cent boskoi hommes et, malgré la loi de l'Église, se serait habillée en homme parmi eux. Selon ces textes, des communautés de plusieurs centaines de brouteurs auraient pu exister.  
Les brouteurs sont aussi cités chez Sozomène, Évagre le Scholastique, Théodoret, Éphrem le Syriaque et dans les Apophtegmes des Pères du désert,,. Dans un passage de Jean Moschus, une femme brouteuse vient trouver un homme brouteur pour lui déclarer qu'elle mène la même vie que lui, un texte compris comme étant un témoignage que la pratique n'est pas exclusivement masculine,. Sozomène les présente de la sorte,,, :

« Lorsqu'ils commencent cette philosophie, ils sont appelés les boskoi [brouteurs], car ils n'ont pas de maisons, ne mangent ni pain ni viande et ne boivent pas de vin, mais habitent constamment dans les montagnes, louant continuellement Dieu par des prières et des hymnes conformément aux lois de l'Église. Aux heures habituelles des repas, ils prennent chacun une faucille et errent dans les montagnes, se nourrissant de plantes sauvages comme s'ils étaient en train de paître. C'est leur sorte de philosophie. »

L'historien Évagre le Scholastique, déclare, quant à lui, en mentionnant des brouteurs hommes et femmes : 

« D'autres ont inventé une manière de vivre différente, et qui semble être au dessus de toute la force, et de toute la patience des hommes. Ils ont choisi un désert exposé aux ardeurs du Soleil pour l'habiter, et il y a des hommes et des femmes, qui y étant entrés presque nus, y méprisent durant toutes les saisons, ou la vigueur du froid, ou l'excès de la chaleur. Ils dédaignent d'user des aliments dont usent les autres hommes, et se contentent de brouter comme les bêtes. Ils ont même beaucoup de leurs façons extérieures. Car dès qu'ils voient un homme, ils s'enfuient, et s'il les poursuit, ils s'échappent avec une vitesse incroyable, et se cachent dans des lieux inaccessibles. »

Dans la Vie de Syméon d'Émèse, un texte hagiographique byzantin, le compagnon de Syméon, Jean, l'interroge pour savoir ce qu'ils mangeront. Syméon lui répond qu'ils mangeront ce dont se nourrissent les brouteurs,. Sabas le Sanctifié aurait aussi été un brouteur, s'entourant d'autres brouteurs pour fonder sa communauté et consommant probablement des plants d'Asphodelus aestivus et des caroubes. Parmi les saints byzantins adoptant ce style de vie, Cyrille de Scythopolis mentionne un certain Jean le Cilicien, qui aurait vécu soixante-dix ans en ne consommant que de l'herbe et des dattes, Jean de Lycopolis, ou Jacques de Nisibe,.
Les chrétiens contemporains de ces pratiques érémitiques les voient avec une grande déférence et y sont généralement favorables ; elles sont perçues comme saintes par la société byzantine,,, même si les autorités ecclésiastiques peuvent voir cette forme extrême d'érémitisme avec suspicion dans certains cas. En relation avec la déférence dont ils sont l'objet, Macaire de Scété déclare à leur propos, dans les Apophtegmes des Pères du désert, que lui, qui est encore vêtu et n'est pas nu, « n'est pas encore devenu moine »,.

### Sources archéologiques
Il est difficile de retrouver des vestiges archéologiques des brouteurs, notamment car ils vivent une vie frugale, sans feu, sans outils, qu'ils ont peu recours à l'architecture, qu'ils sont parfois nomades et qu'il peut souvent être compliqué de distinguer entre les traces que des communautés de brouteurs laisseraient et les traces laissées par d'autres communautés monastiques. Cependant, certaines découvertes archéologiques, notamment dans le désert palestinien, peuvent être sans doute reliées aux brouteurs. Ainsi, on a découvert des jarres isolées, dans certaines grottes, qui servaient sans doute à conserver de l'eau. En guise d'architecture, on a retrouvé des complexes de grottes habitées, comme à 'Ein er-Rashah ; ancêtres des laures, et des chapelles isolées construites au dessus ou autour de grottes.

## Des pratiques variées mais proches
En fonction du lieu où ils vivent, les brouteurs adoptent des modes de vie légèrement différents. Une partie d'entre eux est habillée de vêtements composés de feuilles et de végétaux, principalement du lin, avec une corde à la ceinture ; d'autres vivent complètement nus. La plupart broutent de l'herbe à même le sol, à quatre pattes, mais ceux qui vivent en Égypte se nourrissent de plantes aquatiques dans la vase du Nil. Ils vivent à la fois dans les plaines et les montagnes, voire dans des grottes.
Il est supposé qu'une des principales sources de nourriture pour ceux qui pratiquent cette vie est de consommer des plants d'Asphodelus aestivus, et d'Atriplex ainsi que, rarement, du pain donné par des visiteurs. Ils boivent de l'eau en la prenant par exemple dans les cavités des roches qui conservent l'eau de pluie,.
La totalité d'entre eux refuse l'usage du feu pour cuire des aliments, le considérant comme une conséquence de la chute, mais certains font tout de même cuire des aliments en les posant sur des pierres pour les laisser exposés au soleil. Ils se nourrissent aussi de baies sauvages. Il est de surcroît possible que certains d'entre eux se soient nourris de sauterelles, en se basant sur un passage du Lévitique autorisant leur consommation. La plupart vivent seuls ou en petits groupes et tous semblent se déplacer à différentes périodes de l'année, car ils ne cultivent pas de nourriture, ce qui les oblige à adopter un mode de vie nomade. Malgré leur vie sauvage, il semblerait qu'ils prennent leur repas à des heures régulières, suivant des modèles bibliques pour se nourrir à des heures précises.
D'autres ermites à la vie similaire résident directement dans les arbres, et sont appelés les dendrites, soit littéralement les « arboricoles ».

## Postérité

### Folklore
Il est possible qu'ils aient servi à inspirer, ou à donner naissance à certaines légendes relevant du genre de l'homme sauvage, qui se développe plus tard en Europe,.

### Art

#### Littérature
La figure du brouteur a inspiré de nombreux personnages de littérature, ainsi, elle est utilisée par François Weyergans dans son ouvrage Macaire le Copte.